# Tartu
Tartu (en estonio meridional, Tarto; en alemán y sueco, Dorpat) es una ciudad estonia ubicada al sureste del país, en el condado de Tartu. Se trata de la segunda ciudad más poblada del país con unos 93 000 habitantes en 2016, solo por detrás de la capital Tallin.
El desarrollo de Tartu ha estado ligado a la propia historia del sur de Estonia. Se cree que la primera mención de Tartu data de 1030 y se refiere al asedio y la captura de la fortificación por la Rus de Kiev. En las cruzadas bálticas de comienzos del siglo XIII, Tartu fue capturada por los Hermanos Livonios y convertida en la capital del obispado de Dorpat (1224-1558). Posteriormente ha estado bajo control de la República de las Dos Naciones, el imperio sueco y el Imperio ruso, hasta que Estonia proclamó su independencia en 1918 e impuso el topónimo actual.
Tartu está considerada la capital cultural de Estonia. La institución más importante es la universidad de Tartu, fundada en 1632 por Gustavo II Adolfo de Suecia y principal academia del país. Durante el nacionalismo romántico, los intelectuales estonios organizaron la primera edición del Festival de la Canción Estonia —actualmente en Tallin— y la primera representación teatral en lengua estonia. Hoy en día la ciudad acoge el Ministerio de Educación e Investigación, la Corte Suprema, el Museo Nacional de Estonia y el observatorio de Tartu.

## Etimología
El topónimo estonio «Tartu» es oficial desde 1918 y proviene del nombre que los primeros nativos dieron a la fortificación sobre la colina del río Emajõgi: Tarbata, Tharbata, Tharbete e incluso Darbete. Su origen no queda esclarecido: varía entre una referencia al toro (en estonio, Tarvas) y otra al dios mitológico Tharapita (en estonio, Taara). El término en latín es «Tarbatum».
La ciudad tiene varios nombres históricos. El más extendido es el germano «Dorpat», una variante del latín actualmente en desuso pero que fue oficial desde 1224 hasta 1721. En tiempos del Imperio ruso se utilizó el topónimo «Derpt» (Дерпт, 1721-1893) y «Yúriev» (Юрьев, 1893-1918), este último reconocido en la primera mención escrita de la villa.

## Historia

### Edad Antigua y Media

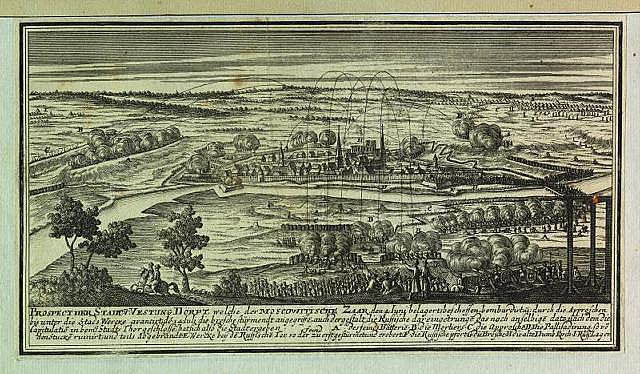
Reconstrucción de la fortaleza de Tartu según Johann Christoph Brotze.

El origen de Tartu se remonta a los primeros asentamientos alrededor del río Emajõgi. En el siglo VII, miembros del pueblo chud construyeron una fortificación de madera, Tarbatum, al este de la colina de Toome.
La primera mención escrita data del año 1030 y corrió a cargo de los cronistas oficiales de la Rus de Kiev: después de invadir con éxito a los chud, el príncipe Yaroslav I el Sabio ordenó derribar la fortaleza para construir una nueva, a la que llamarían Yúriev. Los habitantes del condado de Ugandi les rindieron tributo hasta que en 1061, de acuerdo con la crónica, Yúriev fue quemada por otra tribu local. Kiev recuperó el control desde 1133 hasta 1177; durante el siglo XII, Yúriev fue el mayor asentamiento del pueblo eslavo en territorio chud.
En la época de las cruzadas bálticas, a comienzos del siglo XIII, el fuerte fue territorio disputado entre la orden militar de los Hermanos Livonios —compuesta por germanos de Livonia— y los paganos estonios, que se hicieron fuertes en la zona. Cuando los cruzados tomaron el control en el asedio de Tartu de 1224, el enclave pasó a llamarse Dorpat (del latín Tarbatum) y se convirtió en la capital del nuevo obispado de Dorpat (1224-1558), un importante punto comercial hanseático durante la Edad Media.
En 1262, el ejército del príncipe Dmitri de Pereslavl llevó a cabo un ataque para capturar Dorpat que provocó graves daños. No obstante, las tropas fueron incapaces de arrebatarle la fortaleza al obispado.
Dorpat reingresó en la Liga Hanseática en los años 1280, una vez se hubo completado la reconstrucción. Igual que sucedió en otras partes de Livonia, los alemanes bálticos tuvieron una gran influencia en el desarrollo cultural, religioso, arquitectónico y educativo de la ciudad durante más de tres siglos.

### Edad Moderna
En 1558 las tropas del Principado de Moscú lideradas por el zar Iván IV invadieron la región en la llamada Guerra Livona. Dorpat fue conquistada sin violencia y el obispado quedó virtualmente disuelto tras el arresto de sus dirigentes. En virtud de la Paz de Jam Zapolski de 1582, la ciudad quedaría integrada en la República de las Dos Naciones y se convertiría en la capital del voivodato de Dorpat (1561-1621), dentro del Ducado de Livonia. Durante el dominio polaco, la localidad inauguró su primera escuela secundaria y recibió del rey Esteban I Báthory su heráldica actual: una enseña similar a la bandera de Polonia.
Las guerras polaco-suecas a comienzos del siglo XVII convirtieron a Dorpat en zona de conflicto. El ejército del rey Carlos IX de Suecia asedió la ciudad durante meses, hasta que en 1601 el capitán Herman Wrangel pudo asaltar la fortaleza y permitió la entrada de las tropas suecas. Los polacos recuperaron la plaza el 13 de abril de 1603 gracias a un asedio ideado por el comandante Jan Karol Chodkiewicz.
Finalmente, Suecia se hizo con el control definitivo de la ciudad en 1625. El tratado de Altmark de 1629 establecía la cesión de la mayor parte de Livonia —incluyendo Dorpat— al imperio sueco. Como gesto de buena voluntad, el rey Gustavo II Adolfo inauguró la universidad de Tartu (Academia Gustaviana) el 15 de octubre de 1632. No obstante, la Gran Guerra del Norte provocó el cierre temporal de la institución. Tartu volvió a ser asediada en 1704 con victoria rusa, y los principales edificios del casco histórico fueron destruidos por orden de Pedro el Grande en 1708 para que no volvieran a servir como fortaleza.

### Imperio ruso

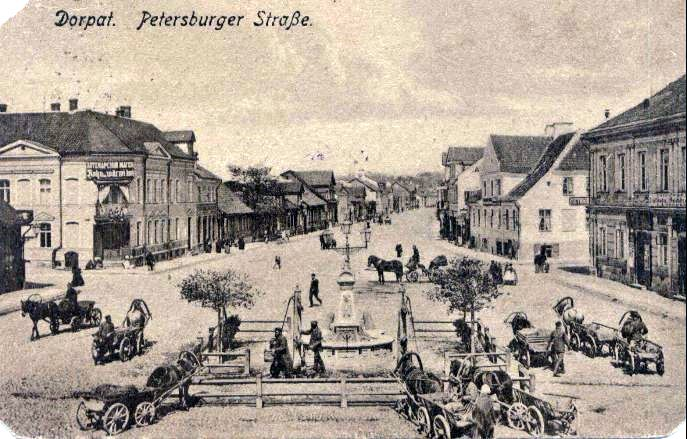
Dorpat en los años 1890.

La firma del Tratado de Nystad en 1721 supuso la integración de la ciudad en el Imperio ruso, bajo el nombre de Derpt. Uno de los principales cambios fue que la nobleza alemana recuperó privilegios en numerosos aspectos, entre ellos la educación y la justicia local. Aunque las autoridades erigieron nuevos edificios de madera para impedir un uso defensivo en caso de invasión, en julio de 1775 se produjo un gran incendio que destruyó casi toda la ciudad. Por esta razón, Derpt fue reconstruida según la arquitectura barroca y neoclásica, incluyendo el nuevo ayuntamiento erigido entre 1782 y 1789.
La universidad reabriría sus puertas en 1802, bajo administración rusa y profesorado alemán. En 1810 fue inaugurado el antiguo observatorio de Tartu.
En pleno siglo XIX, Derpt fue el epicentro cultural del llamado «Despertar Nacional Estonio» en tiempos del nacionalismo romántico, con acontecimientos como la apertura del teatro Vanemuine (1865), el primer Festival de la Canción de Estonia (1869) y la fundación de la Sociedad de Escritores Estonios (1872). Los accesos a la villa mejoraron con la apertura de la estación de ferrocarril en 1876.
En 1893, la ciudad sufrió un proceso de rusificación por el que recuperaba el nombre clásico de Yúriev y se obligaba a impartir la enseñanza en idioma ruso. Esta situación se mantuvo hasta la Primera Guerra Mundial.

### Independencia de Estonia

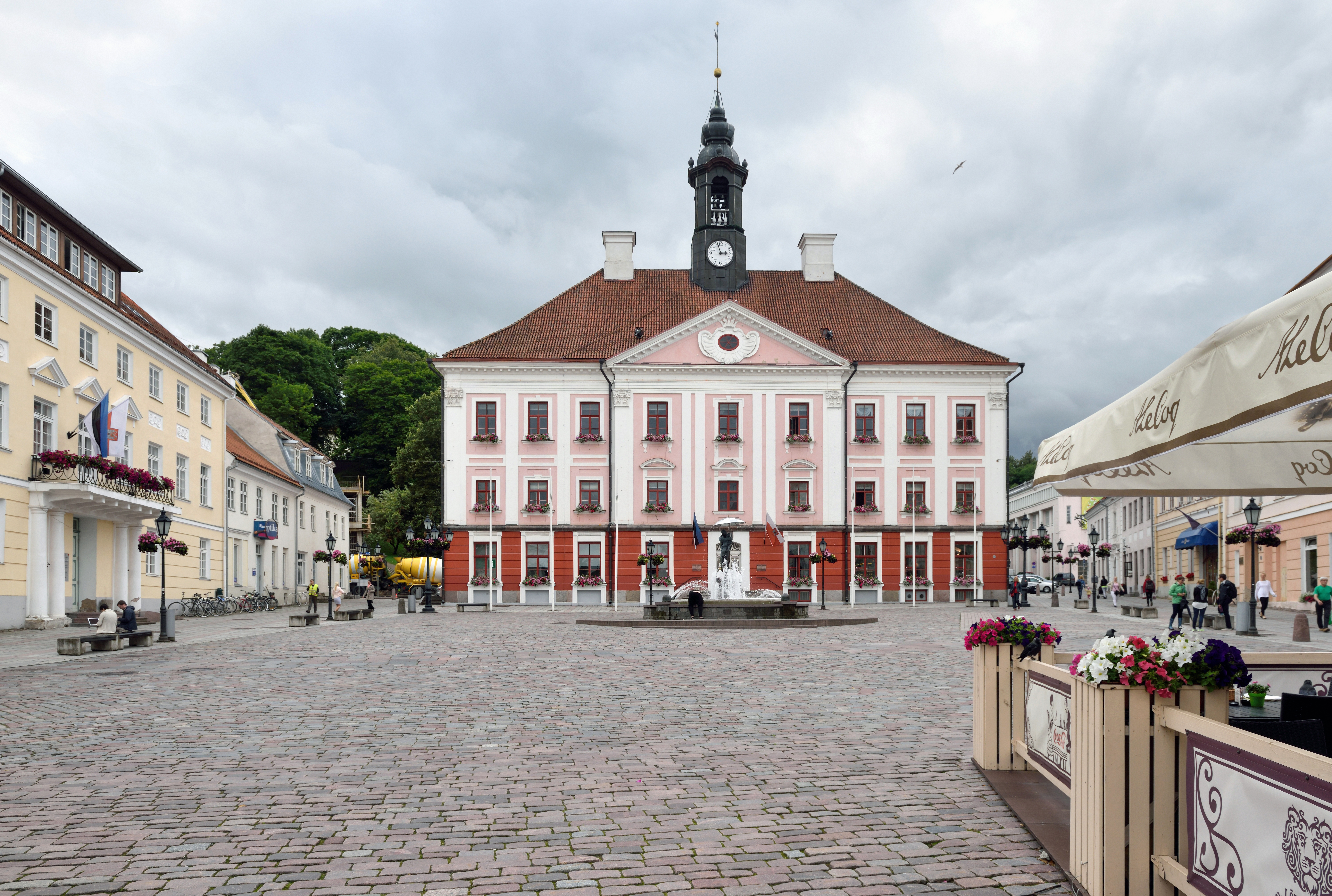
Estado actual de la plaza del ayuntamiento de Tartu.

La desintegración del Imperio ruso en 1917 supuso el estallido de la Guerra de Independencia de Estonia, por la que las Fuerzas Armadas de Estonia tomaron el control de la ciudad, rebautizada como Tartu. La universidad fue reabierta en 1919 con el idioma estonio como lengua vehicular. En 1920, Tartu fue escenario de la firma de dos acuerdos históricos: el Tratado de Tartu entre Estonia y la RSFS de Rusia, según el cual los rusos renunciaban a cualquier derecho sobre el territorio estonio, y el Tratado de Tartu que confirmaba los límites fronterizos entre Finlandia y la Rusia soviética.
En la Segunda Guerra Mundial, la ciudad fue atacada tanto por el ejército nazi que ocupó Estonia como por el Ejército Rojo, siendo necesaria otra reconstrucción del casco histórico después de la Ofensiva de Tartu de 1944. Al terminar el conflicto, las autoridades de la RSS de Estonia (1940-1991) la declararon ciudad parcialmente cerrada: la pernoctación de extranjeros estuvo prohibida para proteger el aeródromo de Raadi, un enclave militar estratégico. Gracias a las nuevas industrias y a la universidad, en la segunda mitad del siglo XX se produjo un aumento demográfico gracias a los nuevos habitantes de otras repúblicas soviéticas, que conllevarían la construcción de nuevos barrios. En 1989 se habían superado los 100 000 residentes.
Tras la reinstauración de la independencia en 1991, Tartu se convirtió en el epicentro cultural de Estonia. La remodelación estuvo enfocada en sus principales atractivos: la universidad de Tartu, la plaza del ayuntamiento sobre el río Emajõgi, el casco antiguo, la Iglesia de San Juan y el Museo Nacional de Estonia. El Ministerio de Educación e Investigación de Estonia está situado en la ciudad.

## Geografía
Tartu está situada en el interior de la parte sureste de Estonia. La superficie total de la ciudad es de 38,80 km². El principal río de la ciudad es el Emajõgi, que penetra en el casco urbano y fluye por el resto del condado hasta desembocar en el lago Peipus, a 20 km. La mayor parte fue construida en el margen derecho del río, entre ellos la antigua fortaleza sobre la colina de Toome (Toomemägi) donde se encuentra el punto más alto: 79 m sobre el nivel del mar.
La ciudad está rodeada de lagos y parques naturales en todo el condado de Tartu. Los más importantes dentro del límite urbano son el parque Toomemägi (donado por el zar Pablo I de Rusia), el parque Raadi y el jardín botánico de la universidad de Tartu. Además, se ha instalado un Centro de Educación Medioambiental (Tartu Loodusmaja) de más de 10 000 m².
Los municipios más cercanos por importancia son Pskov (113 km), Narva (139 km), Tallin (164 km), Riga (222 km) y Helsinki (223 km).

### Clima
Tartu presenta un clima continental húmedo templado (Köppen: Dfb), suavizado por influencia del mar Báltico y las corrientes cálidas del Atlántico. El verano es moderadamente cálido y lluvioso, con periodo de lluvias entre mayo y octubre, y los inviernos son muy fríos, con abundantes nevadas y medias bajo cero. Debido a su latitud en verano Tartu llega a tener 19 horas de luz, mientras que en invierno sólo llega a las 6 horas. 
| Parámetros climáticos promedio de Tartu (1991-2020)       | Parámetros climáticos promedio de Tartu (1991-2020) | Parámetros climáticos promedio de Tartu (1991-2020) | Parámetros climáticos promedio de Tartu (1991-2020) | Parámetros climáticos promedio de Tartu (1991-2020) | Parámetros climáticos promedio de Tartu (1991-2020) | Parámetros climáticos promedio de Tartu (1991-2020) | Parámetros climáticos promedio de Tartu (1991-2020) | Parámetros climáticos promedio de Tartu (1991-2020) | Parámetros climáticos promedio de Tartu (1991-2020) | Parámetros climáticos promedio de Tartu (1991-2020) | Parámetros climáticos promedio de Tartu (1991-2020) | Parámetros climáticos promedio de Tartu (1991-2020) | Parámetros climáticos promedio de Tartu (1991-2020) |
| Mes                                                       | Ene.                                                | Feb.                                                | Mar.                                                | Abr.                                                | May.                                                | Jun.                                                | Jul.                                                | Ago.                                                | Sep.                                                | Oct.                                                | Nov.                                                | Dic.                                                | Anual                                               |
| --------------------------------------------------------- | --------------------------------------------------- | --------------------------------------------------- | --------------------------------------------------- | --------------------------------------------------- | --------------------------------------------------- | --------------------------------------------------- | --------------------------------------------------- | --------------------------------------------------- | --------------------------------------------------- | --------------------------------------------------- | --------------------------------------------------- | --------------------------------------------------- | --------------------------------------------------- |
| Temp. máx. abs. (°C)                                      | 9.7                                                 | 10.9                                                | 18.4                                                | 27.5                                                | 30.9                                                | 34.0                                                | 34.9                                                | 35.2                                                | 30.3                                                | 21.5                                                | 13.8                                                | 13.0                                                | 35.2                                                |
| Temp. máx. media (°C)                                     | −1.8                                                | -1.6                                                | 3.3                                                 | 11.1                                                | 17.1                                                | 20.6                                                | 23.1                                                | 21.8                                                | 16.3                                                | 9.2                                                 | 3.3                                                 | 0.0                                                 | 10.2                                                |
| Temp. media (°C)                                          | −4.1                                                | −4.4                                                | -0.5                                                | 5.9                                                 | 11.5                                                | 15.5                                                | 18.0                                                | 16.7                                                | 11.8                                                | 6.0                                                 | 1.2                                                 | −2.1                                                | 6.3                                                 |
| Temp. mín. media (°C)                                     | −6.5                                                | −7.3                                                | −4.0                                                | 1.2                                                 | 5.8                                                 | 10.3                                                | 12.9                                                | 12.0                                                | 8.0                                                 | 3.3                                                 | −0.8                                                | −4.2                                                | 2.6                                                 |
| Temp. mín. abs. (°C)                                      | −37.5                                               | −36.0                                               | −29.6                                               | −19.8                                               | −7.2                                                | -2.2                                                | 1.8                                                 | 1.5                                                 | −6.6                                                | −13.8                                               | −22.2                                               | −38.6                                               | −38.6                                               |
| Precipitación total (mm)                                  | 48                                                  | 39                                                  | 36                                                  | 35                                                  | 54                                                  | 88                                                  | 67                                                  | 79                                                  | 55                                                  | 68                                                  | 55                                                  | 51                                                  | 675                                                 |
| Días de precipitaciones (≥ 1 mm)                          | 10                                                  | 8                                                   | 8                                                   | 8                                                   | 8                                                   | 10                                                  | 11                                                  | 11                                                  | 11                                                  | 11                                                  | 11                                                  | 11                                                  | 118                                                 |
| Horas de sol                                              | 33.7                                                | 65.1                                                | 140.3                                               | 190.9                                               | 266.0                                               | 258.0                                               | 268.7                                               | 227.6                                               | 152.1                                               | 79.3                                                | 30.0                                                | 24.3                                                | 1736                                                |
| Humedad relativa (%)                                      | 88                                                  | 85                                                  | 76                                                  | 68                                                  | 65                                                  | 70                                                  | 74                                                  | 77                                                  | 82                                                  | 86                                                  | 89                                                  | 89                                                  | 79.1                                                |
| Fuente: Servicio de meteorología e hidrografía de Estonia |                                                     |                                                     |                                                     |                                                     |                                                     |                                                     |                                                     |                                                     |                                                     |                                                     |                                                     |                                                     |                                                     |

## Demografía
Con algo más de 93 000 habitantes según el censo de 2016, Tartu es la segunda ciudad más poblada de Estonia y la octava en el conjunto de los estados bálticos. El condado de Tartu suma un total aproximado de 150 000 residentes.
El desarrollo demográfico de Tartu ha estado ligado a la migración interior. Desde la Edad Media y hasta finales del siglo XIX la población estaba repartida entre alemanes y estonios; los primeros eran comerciantes y artesanos, y los segundos eran trabajadores y agricultores. Los estonios ganaron influencia durante el nacionalismo romántico, lo que sumado a la salida de los alemanes en la década de 1890 les convertiría en grupo mayoritario.
En la ocupación soviética se superaron los 100 000 habitantes al llegar gente procedente de otras repúblicas de la Unión Soviética. No obstante, Tartu mantuvo su composición demográfica tradicional y no se vio tan afectada por la rusificación como Tallin o Narva. Hoy en día el 80% del censo es de origen estonio, seguido por un 14,6% de origen ruso.
El porcentaje de extranjeros es inferior al 5%. Tartu es la tercera ciudad de Estonia que más visitantes recibe, por detrás de Tallin y Pärnu.
| Gráfica de evolución demográfica de Tartu entre 1825 y 2011       |
|                                                                   |
| Población de derecho según la Oficina de Estadísticas de Estonia. |

## Organización territorial

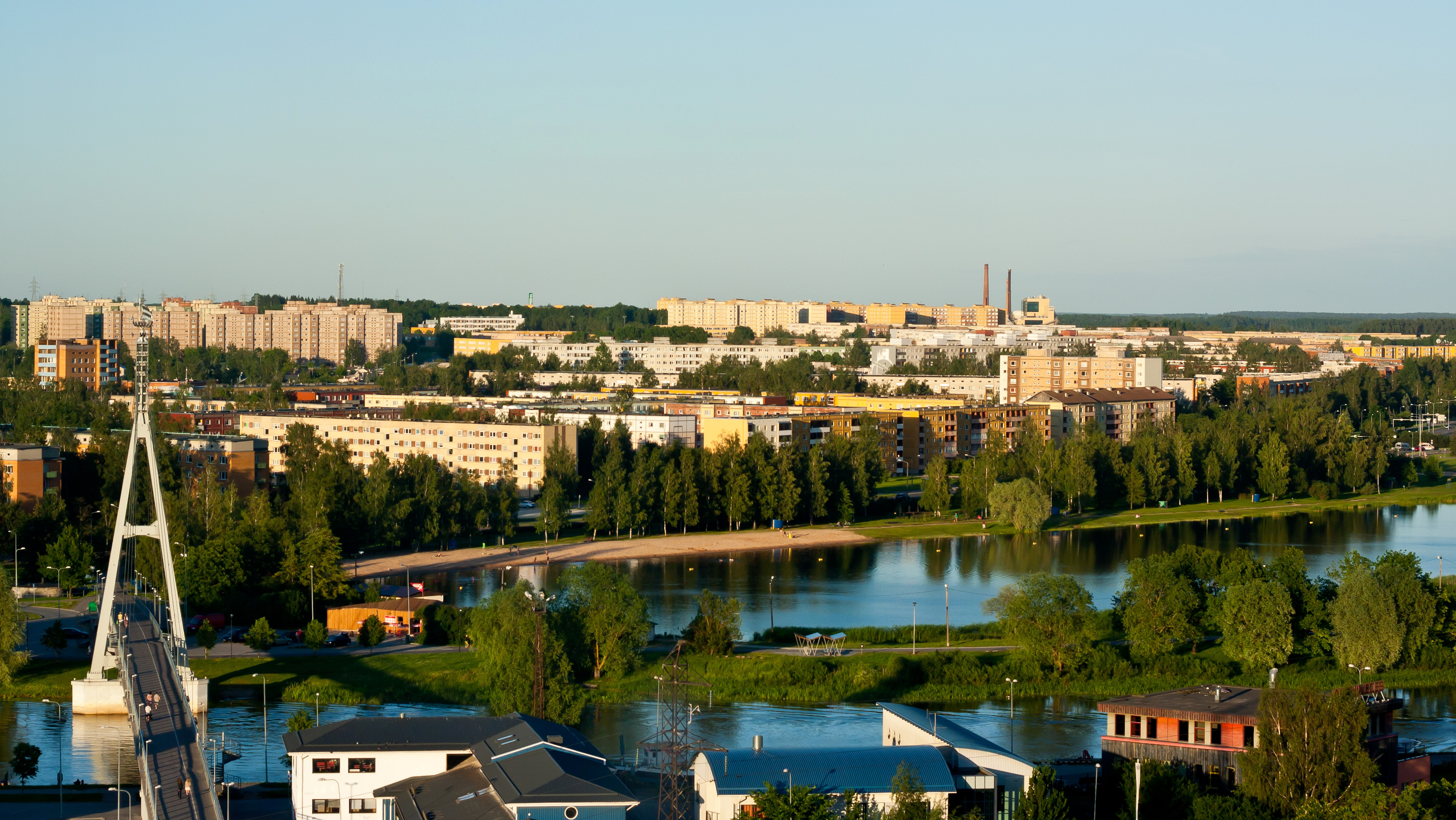
Vista panorámica de Annelinn.

La ciudad está dividida en 17 barrios sin funciones administrativas: doce en el margen derecho del río Emajõgi y cinco en el margen izquierdo:
- Margen derecho: Tähtvere, Supilinn, Veeriku, Kesklinn (casco antiguo), Vaksali, Maarjamõisa, Karlova, Tammelinn, Ränilinn, Variku, Ropka, Ropka tööstusrajoon (zona industrial).
- Margen izquierdo: Raadi-Kruusamäe, Ülejõe, Jaamamõisa, Annelinn, Ihaste.

El barrio más habitado es Annelinn, que concentra al 27% de los tartuenses gracias a la construcción de bloques de pisos durante la Unión Soviética. No obstante, en el resto de barrios predominan las casas unifamiliares. Uno de los más pintorescos es Supilinn, con viviendas de madera y calles nombradas con alimentos.
El organismo de gobierno local es el ayuntamiento (en estonio, Tartu linnavalitsus), formado por un alcalde y cinco vicealcaldes.

## Servicios públicos

### Educación

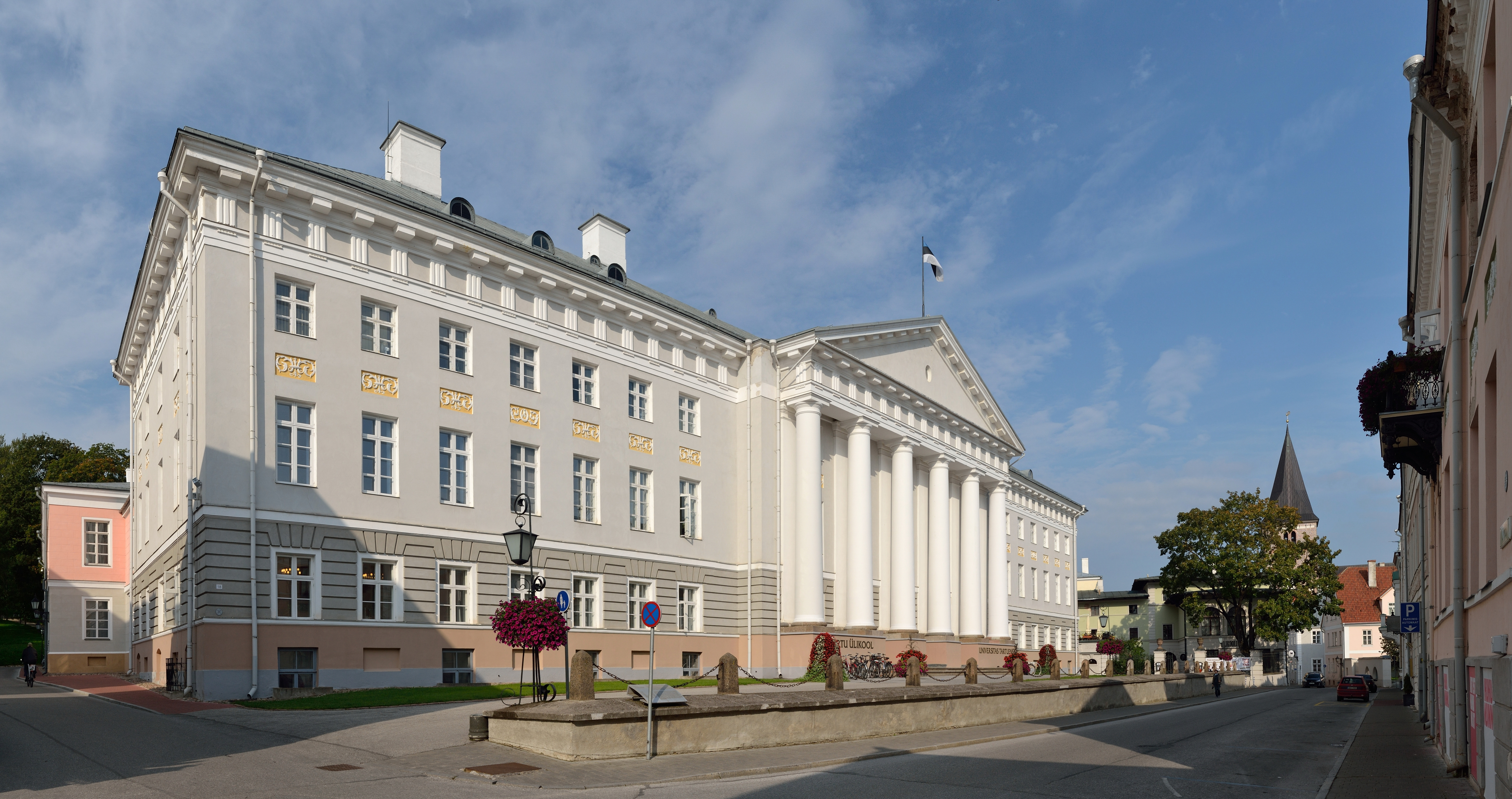
Edificio principal de la Universidad de Tartu.

Desde la apertura de la primera escuela de educación secundaria en el siglo XVI, la ciudad es uno de los referentes estonios en oferta educativa. El ayuntamiento asegura que existen unos 15 centros de educación básica (escuelas y gimnasios) y 11 centros de educación superior, de los cuales tres tienen más de mil alumnos matriculados: la Universidad de Tartu, la Universidad Estonia de Ciencias de la Vida (antigua Universidad Agrícola) y el Instituto de Medicina de Tartu.
Otros centros destacados de enseñanza superior son la Escuela de Arte de Tartu (Tartu Kõrgem Kunstikool), la Escuela Báltica de Defensa, el Instituto de Defensa Nacional (vinculado a las Fuerzas Armadas de Estonia), la Escuela de Composición de Tartu y el Centro de Estudios Culturales de estonio meridional.
Las competencias educativas corresponden al gobierno nacional. Desde 2001, el Ministerio de Educación e Investigación de Estonia está situado en Tartu.

#### Universidad de Tartu
La Universidad de Tartu (en estonio, Tartu Ülikool), fundada el 15 de octubre de 1632 por el rey Gustavo II Adolfo de Suecia, es la universidad más antigua de Estonia, así como la más grande del país. Según la clasificación mundial de universidades QS, es la única institución de los países bálticos que aparece entre las 400 mejores a nivel global. Cuenta con 13 000 estudiantes y más de 1 700 profesores repartidos en cuatro facultades: Arte y Humanidades, Ciencia y Tecnología, Medicina, y Ciencias Sociales.
El edificio principal data de 1809, obra de Johann Wilhelm von Krause y decorada por el artesano Christian Holz de Greifswald. En 1811 se construye el observatorio astronómico, y de la mano de Friedrich Georg Wilhelm Struve y Johann Heinrich Mädler se convierte en uno de los principales centros de investigación astronómica de Europa. El jardín botánico fue obra del profesor Gottfried Albrecht Germann (1806).
El químico Wilhelm Ostwald, ganador del premio Nobel en 1909, obtuvo el doctorado por la Universidad de Tartu bajo la supervisión de Carl Schmidt. Otros célebres miembros de la institución han sido el naturalista Karl Ernst von Baer, creador de la embriología; Jakob von Uexküll, pionero de la etología; el semiólogo Yuri Lotman, creador de la culturología, y el ajedrecista Paul Keres.

### Sanidad

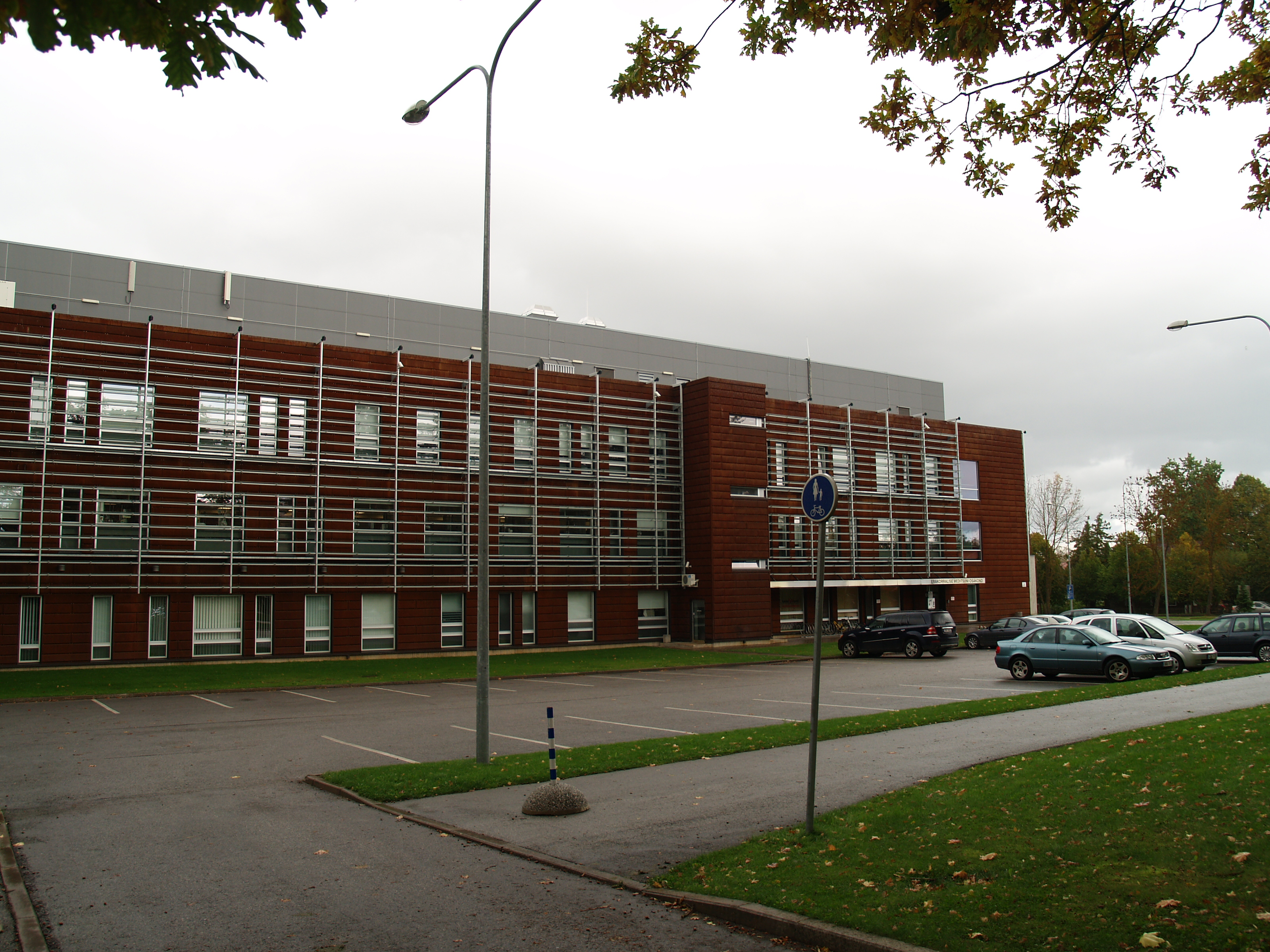
Hospital Universitario de Tartu.

La ciudad alberga el Hospital Universitario de Tartu, el principal centro médico formativo de Estonia. Fue fundado en 1804 por el doctor alemán Daniel Georg Balk para que los estudiantes de la facultad de Medicina pudieran iniciar su actividad allí. Desde entonces, se ha convertido en un importante activo para el sistema sanitario nacional y la formación de sus profesionales. Es además el centro de referencia para investigación científica y trasplantes.
Algunos de sus médicos más destacados han sido Nikolái Pirogov (1836-1840), el primer europeo que usó éter como anestesia; el psiquiatra Emil Kraepelin (1886-1890) y el neurocirujano Nikolái Burdenko (1906-1918).
Las competencias sanitarias son nacionales, pero el gobierno local tiene transferidas algunas materias de asistencia primaria y bienestar social.

## Economía

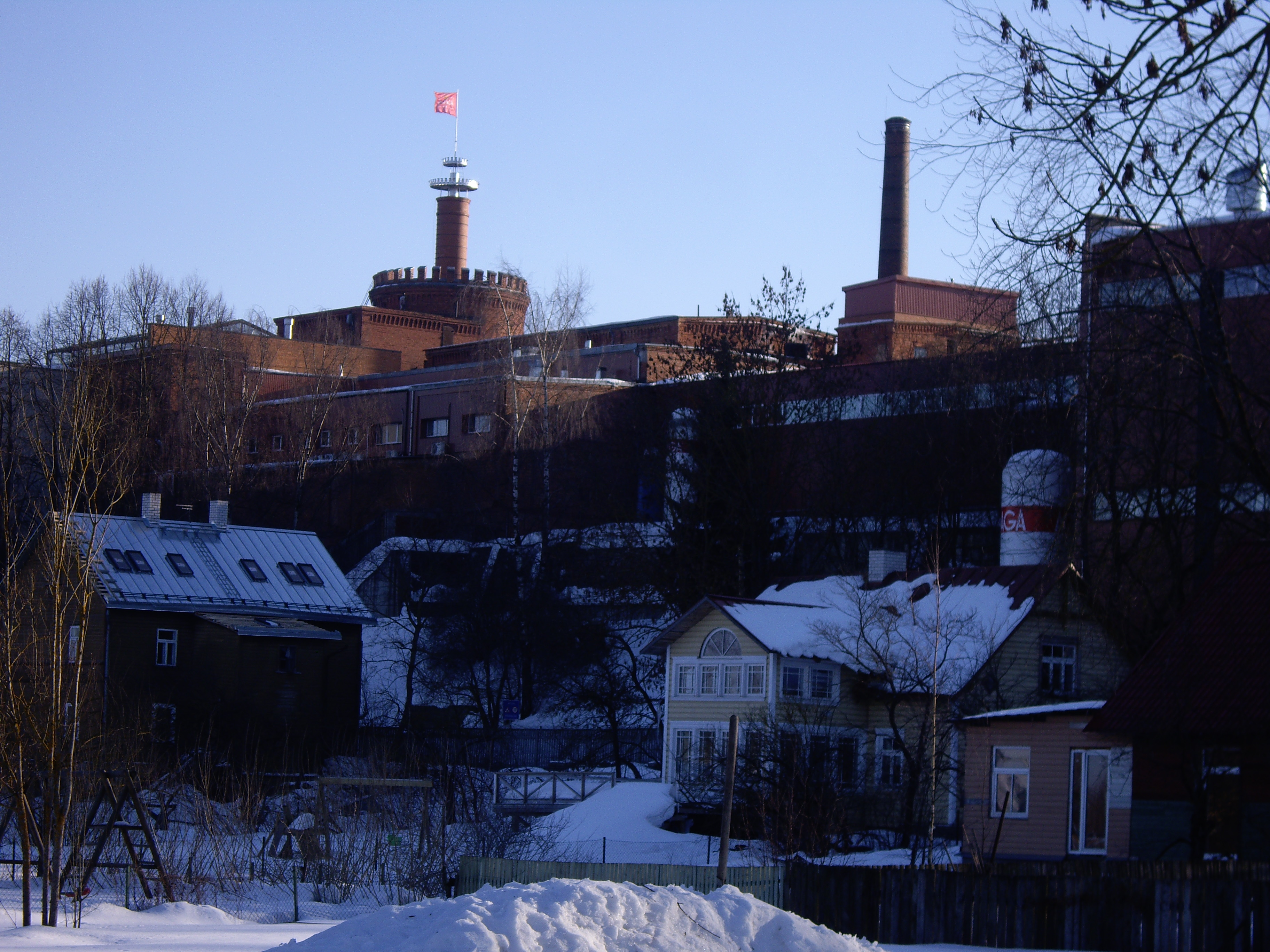
Fábrica de A. Le Coq.

Tartu es el principal núcleo económico al sur de Estonia, con más de 14 000 empresas registradas según el Centro de Estadísticas. La ciudad es conocida a nivel nacional por su industria alimentaria, pues alberga la sede de tres importantes compañías: la cervecera A. Le Coq, el molino Tartu Mill y la conservera Salvest. En el sector de artes gráficas acoge la fábrica de Kroonpress, el mayor impresor de los países bálticos. Por último, hay una nutrida representación de la industria pesada, la construcción, la industria maderera y el sector minorista.
A comienzos del siglo XXI, el ayuntamiento impulsó la llegada de empresas dedicadas a las tecnologías de la información y la comunicación. El mayor empleador privado de la ciudad es Playtech, especializado en software para casinos en línea y casas de apuestas. Otras empresas relevantes son la desarrolladora de software ZeroTurnaround y la consultora digital Nortal. El servicio de mensajería instantánea Skype, con estonios entre sus fundadores, mantiene una oficina de desarrollo en Tartu.
La universidad de Tartu es un actor vital para la economía local. Su plantilla está formada por 1 700 profesores y 1 800 cargos administrativos, a lo que debe sumarse el impacto formativo sobre toda la economía estonia. El centro se ocupa del Hospital Universitario.

## Cultura

### Arquitectura
Igual que sucede en otras ciudades de Estonia, Tartu se caracteriza por construcciones neoclásicas en el centro y bloques de estilo soviético en la periferia. El casco antiguo (Kesklinn) y su planificación urbana están muy influidos por el dominio de los alemanes bálticos. Y aunque parte de los edificios originales sufrieron daños tras incendios o bombardeos, la ciudad ha sabido preservar sus principales referentes, entre ellos algunas casas de madera que aún se conservan después del incendio de 1775.
El edificio más antiguo que se ha podido conservar son las ruinas de la catedral de Tartu, un templo de estilo gótico báltico erigido en el siglo XIII durante el obispado de Dorpat. Se encuentra al norte de la colina, fue abandonada durante la reforma protestante y quedó inutilizada para el culto después de la Guerra Livona. Sin embargo, en el siglo XIX la universidad de Dorpat impulsó la reconstrucción del exterior de las torres.
Dentro del mismo estilo arquitectónico, la Iglesia de San Juan fue construida en el siglo XIV en honor a Juan el Evangelista para el culto luteranista. Su mayor distintivo son las figuras de terracota que se han podido conservar. Tras su restauración en la década de 1990, permite una vista panorámica del centro de la ciudad e incluso se han añadido dos campanas en honor a los patrones locales: San Pedro y San Pablo. Otros templos destacados son la Iglesia Evangélica de San Pedro (1884) y la Iglesia Católica (1889).
El ayuntamiento de Tartu (1789), obra de J. H. B. Walther, es el local más representativo del neoclasicismo, con algunos detalles del barroco y el rococó. En la misma plaza se encuentra la fuente del «Beso de los Estudiantes». Por otra parte, el edificio principal de la universidad (1809) diseñado por von Krause ha sido distinguido a nivel europeo con el Sello de Patrimonio Europeo. La Corte Suprema de Estonia se encuentra en un edificio levantado en 1763, anteriormente usado como cuartel militar y como hospital.
Uno de los más pintorescos es el centro de exhibiciones del Museo de Arte de Tartu, apodado «la casa inclinada». Fue erigido en 1793 y pertenecía a la familia Barclay de Tolly, pero comenzó a inclinarse hacia un lado por un error de construcción. Tras ser restaurada en los años 1980 para evitar su derribo, mantiene una inclinación de 5,8°, mayor que la torre de Pisa.
El parque Toomemägi cuenta con dos puentes representativos: el puente del Ángel (Inglisild) y el puente del Demonio (Kuradisild), llamados así por sus materiales.
A lo largo de Tartu pueden encontrarse representantes de la arquitectura moderna, tales como la guardería Lotte (Siiri Vallner, 2008), la Torre Caracol frente al centro de ciencias (Künnapu and Padrik, 2008), los apartamentos Siili 6 (Thomas Pucher, 2008), el gimnasio de la Universidad de Ciencias de la Vida (Salto AB, 2009) y el nuevo Museo Nacional (Dorell Ghotmeh Tane, 2016).

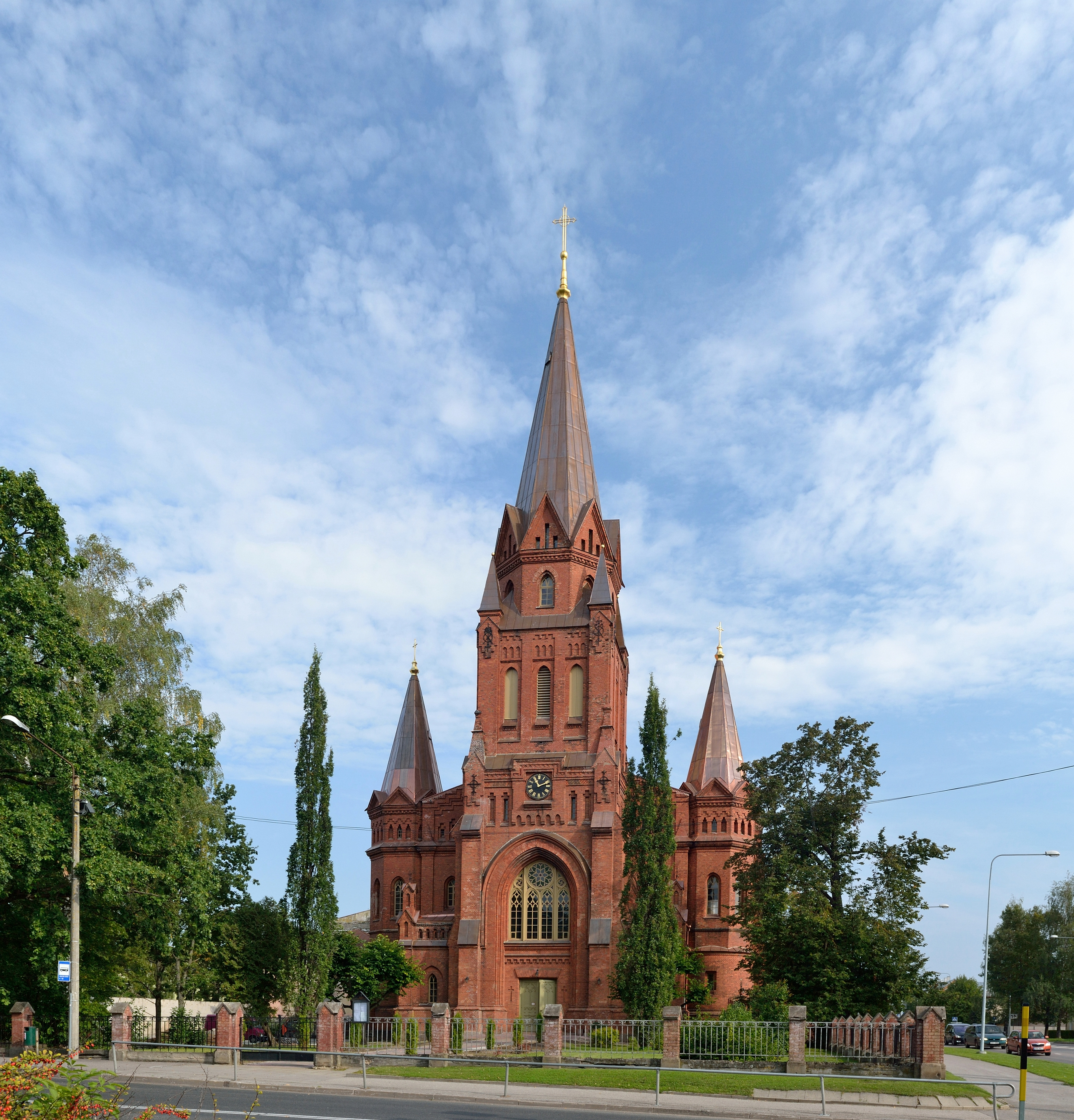
Iglesia de San Pedro.
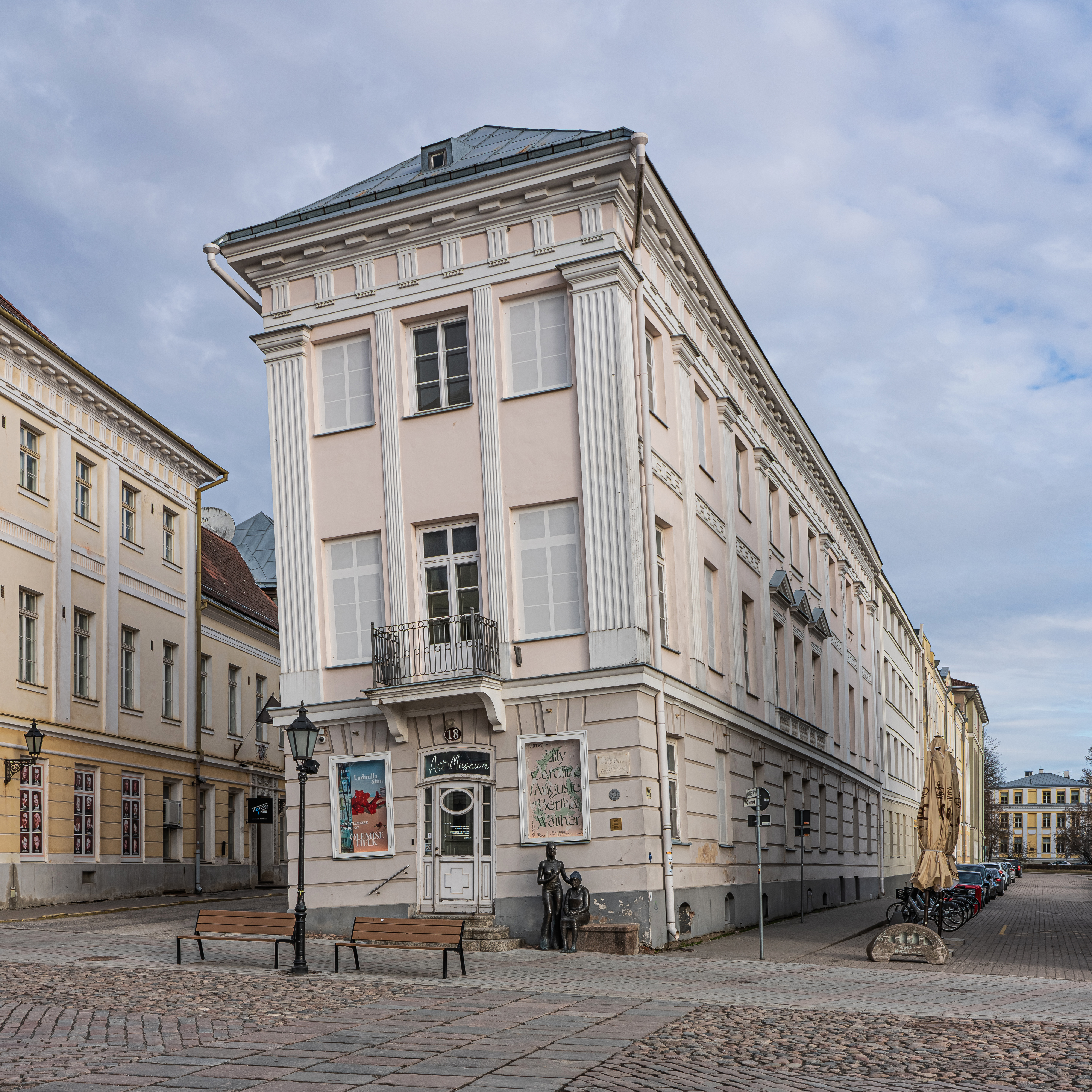
«La casa inclinada».
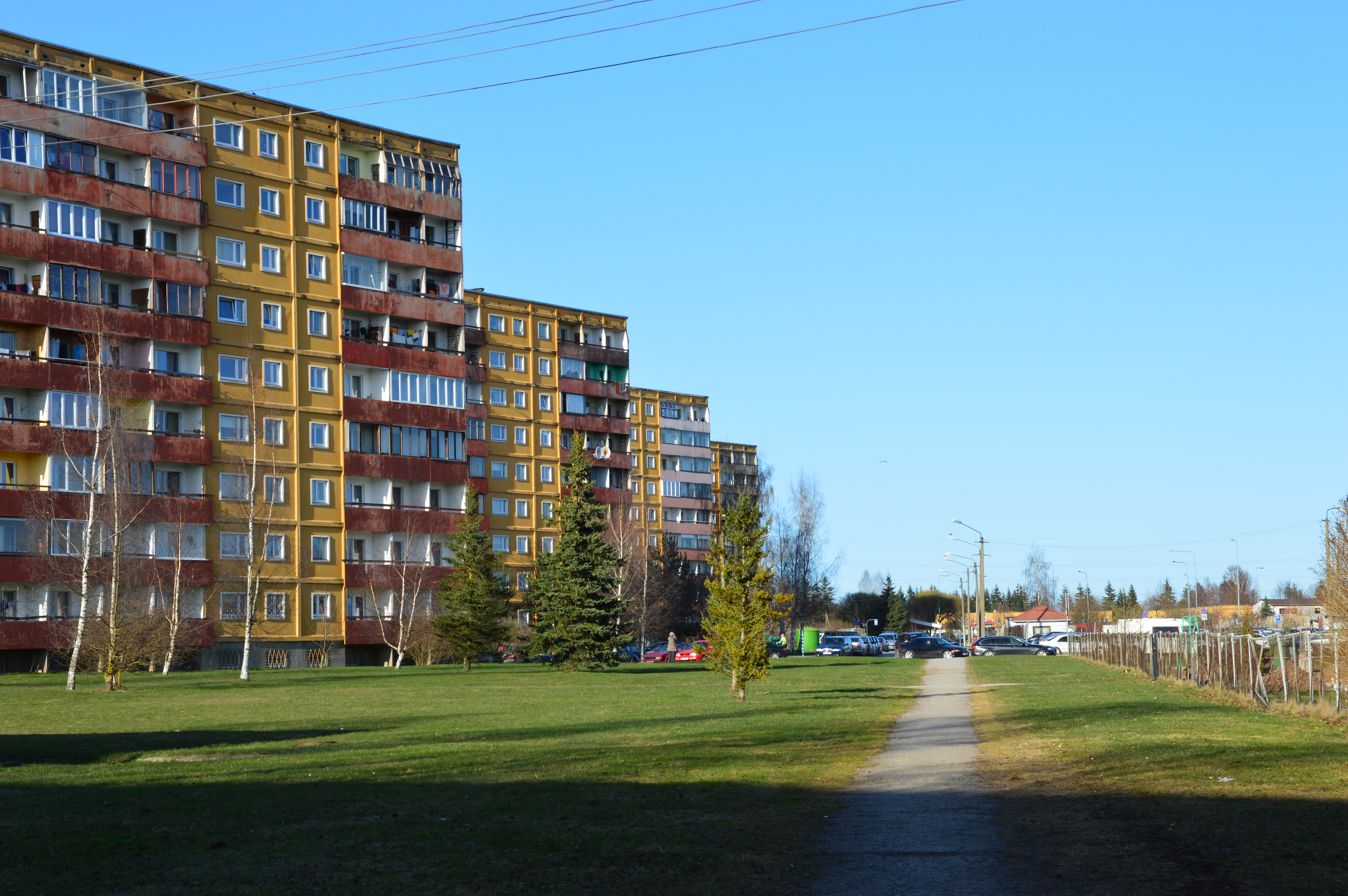
Bloques de pisos de Annelinn.
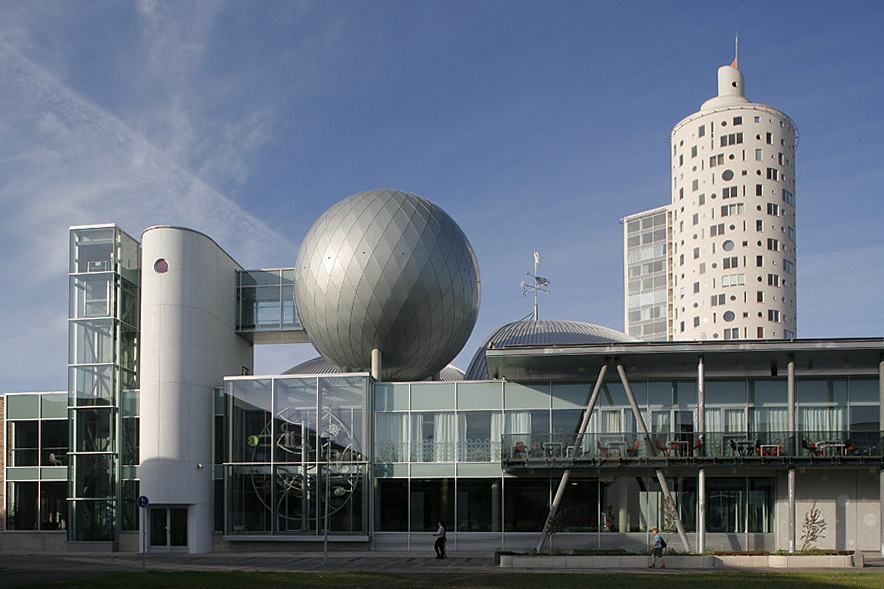
Centro de ciencias AHHAA. Al fondo, la Torre Caracol.

### Museos
Tartu acoge la mayor oferta museística de Estonia. La galería más importante es el Museo Nacional, el mayor centro dedicado a la historia, cultura y tradiciones del pueblo estonio y de sus antepasados ugrofineses. Buena parte de la colección está basada en los archivos del siglo XIX del folclorista Jakob Hurt. Si bien fue inaugurado en 1922, el actual edificio en el distrito de Raadi abrió sus puertas en otoño de 2016.
Entre el resto de centros gestionados por el estado destaca el Museo de Arte de Tartu, abierto en 1940 y con una colección de 23 000 obras de artistas estonios, alemanes bálticos y rusos. El Museo de Literatura Estonia, a cargo del ministerio de Educación, cuida una vasta colección de literatura en estonio y folclore. Y el Museo de Deportes, controlado por el ministerio de Cultura, hace un amplio repaso del deporte estonio.
El actual observatorio de Tartu fue inaugurado en 1964 y se trata del mayor observatorio astronómico de Estonia. Se sitúa en la colina de Tõravere, a 20 km del centro, bajo gestión de la Academia de Ciencias.
Desde 1997 está abierto AHHAA, el mayor centro de ciencias de los países bálticos, cuyo objetivo es acercar la ciencia y la tecnología a través de la experimentación. Su sede de 11 156 m², ubicada en el centro de la ciudad a la orilla del río Emajõgi, alberga un planetario y un cine 4D entre otras instalaciones.
La universidad gestiona el jardín botánico y el Museo Universitario, dividido en tres entidades: la catedral de Tartu, el antiguo observatorio y el museo de arte. Y el ayuntamiento de Tartu cuenta también con sus propias galerías: el Museo de Juguetes, ubicado en una casa de madera, y el Museo de la Ciudad, en el que puede encontrarse la mesa de negociación original del Tratado de Tartu entre Estonia y Rusia.

### Artes escénicas

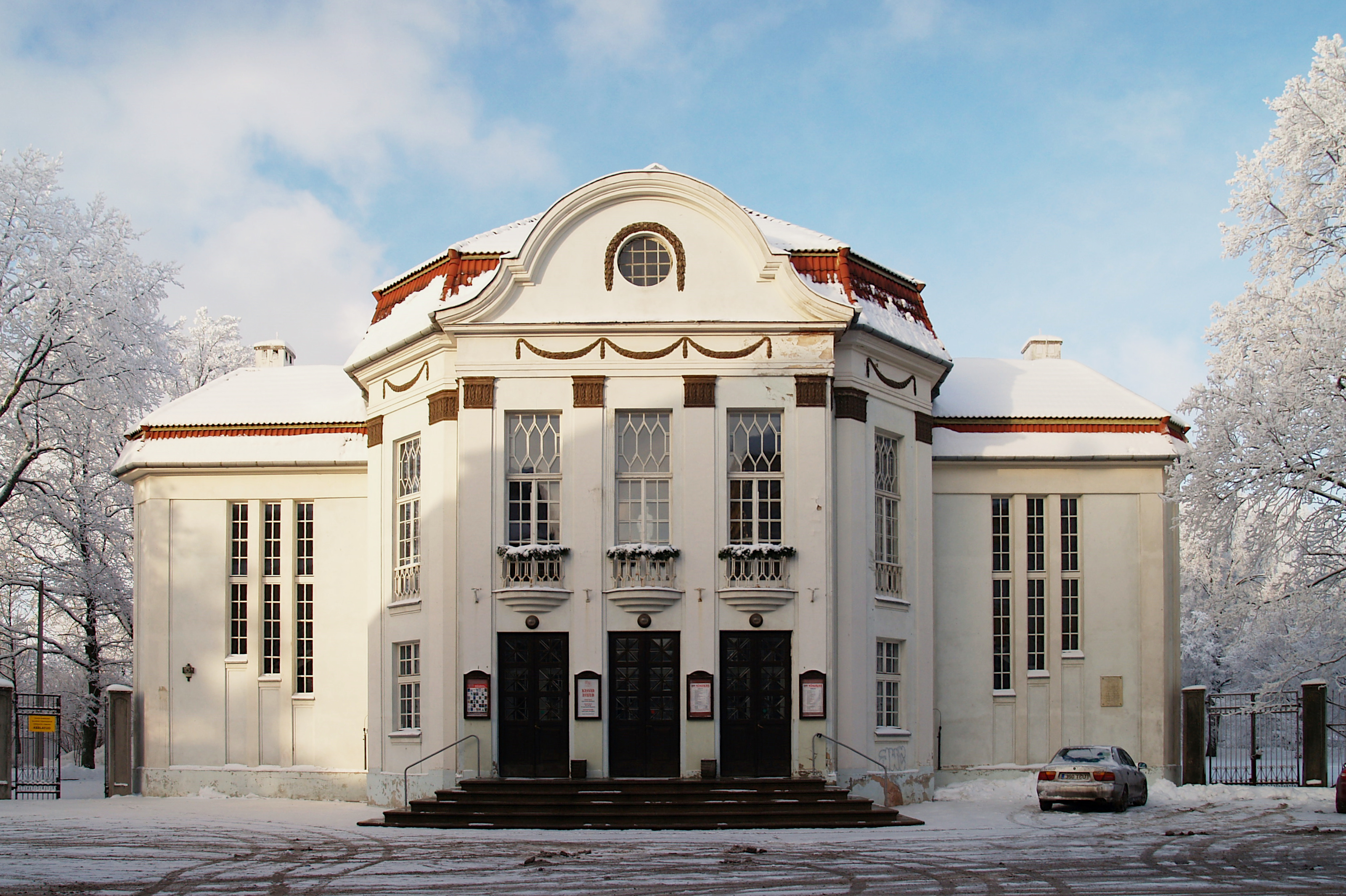
Edificio pequeño del Vanemuine, antiguo Teatro Alemán.

La institución más importante es el teatro Vanemuine, el primero en representar obras en idioma estonio. Su origen se remonta a la sociedad coral Vanemuine, fundada el 24 de junio de 1865 por el escritor Johann Voldemar Jannsen, y estrenaría su primera obra teatral en 1870: la comedia El primo de Saaremaa, escrita por Lydia Koidula. Después de profesionalizarse en 1906, la entidad ocupa tres instalaciones: el «edificio grande» (700 espectadores), el «edificio pequeño» (400 espectadores, antiguo Teatro Alemán) y el «Teatro del Puerto» para conciertos y obras contemporáneas (800 espectadores).
El otro centro de artes escénicas es el Teatro Nuevo de Tartu (Tartu Uus Teater), especializado en géneros alternativos.
En 1869, Tartu fue sede del primer Festival de la Canción de Estonia (Laulupidu), actualmente celebrado en Tallin. La ciudad dispone de un Auditorio al aire libre con capacidad para 10 000 espectadores, en el que se celebran eventos de cultura estonia, festivales musicales, corales y grandes conciertos. Otros recintos con los que cuenta la ciudad son el Teatro Nuevo, el Teatro de Estudiantes y el Teatro de Verano.

### Esculturas
Buena parte del casco antiguo de Tartu cuenta con esculturas dedicadas a personalidades. Las más clásicas son el busto a Mijaíl Barclay de Tolly en la plaza Barclay, el monumento al rey Gustavo II Adolfo de Suecia —retirado durante la etapa soviética y restablecido en 1992— y las estatuas en honor a Kristjan J. Peterson y Friedrich R. Kreutzwald, heraldos de la literatura estonia. A nivel internacional son conocidas la escultura de Oscar Wilde y Eduard Vilde, en la que ambos escritores conversan en un banco, y la dedicada al compositor Eduard Tubin, con bancos de frente que simulan una orquesta sinfónica.
En la fuente de la plaza del ayuntamiento se encuentra el «Beso de los Estudiantes», una estatua que representa a dos jóvenes besándose bajo un paraguas. Fue creada en 1998 por Mati Karmin y se ha convertido en un símbolo local. El mismo autor es responsable de otra original obra, el «cerdo de bronce», instalada frente al mercado de Tartu en 2008.
La céntrica calle de Küüni acoge la escultura de bronce «Padre e hijo», hecha por Ülo Õun, luego de que el ayuntamiento se la comprase a la capital estonia.

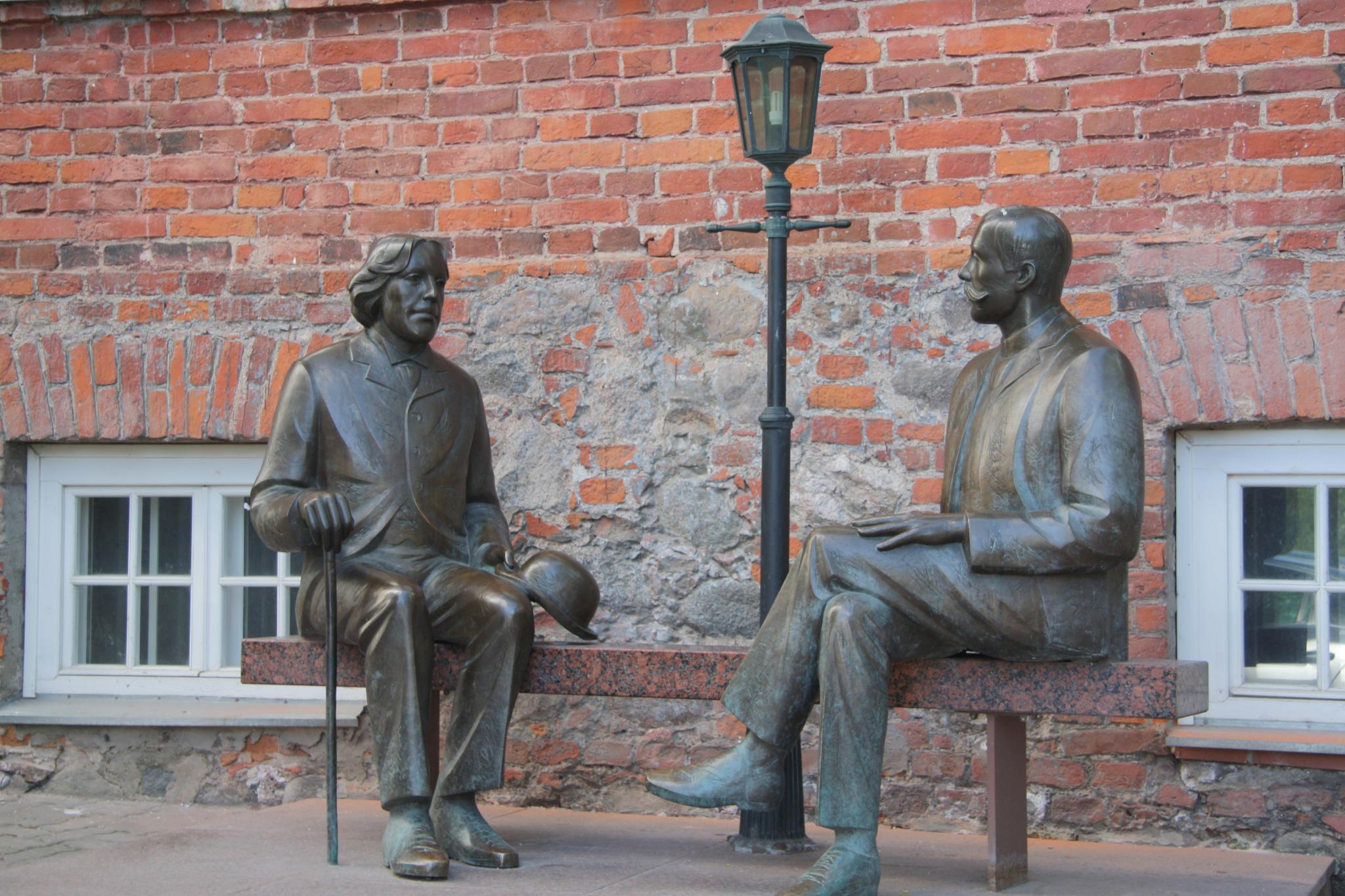
Conversación entre Oscar Wilde y Eduard Vilde.
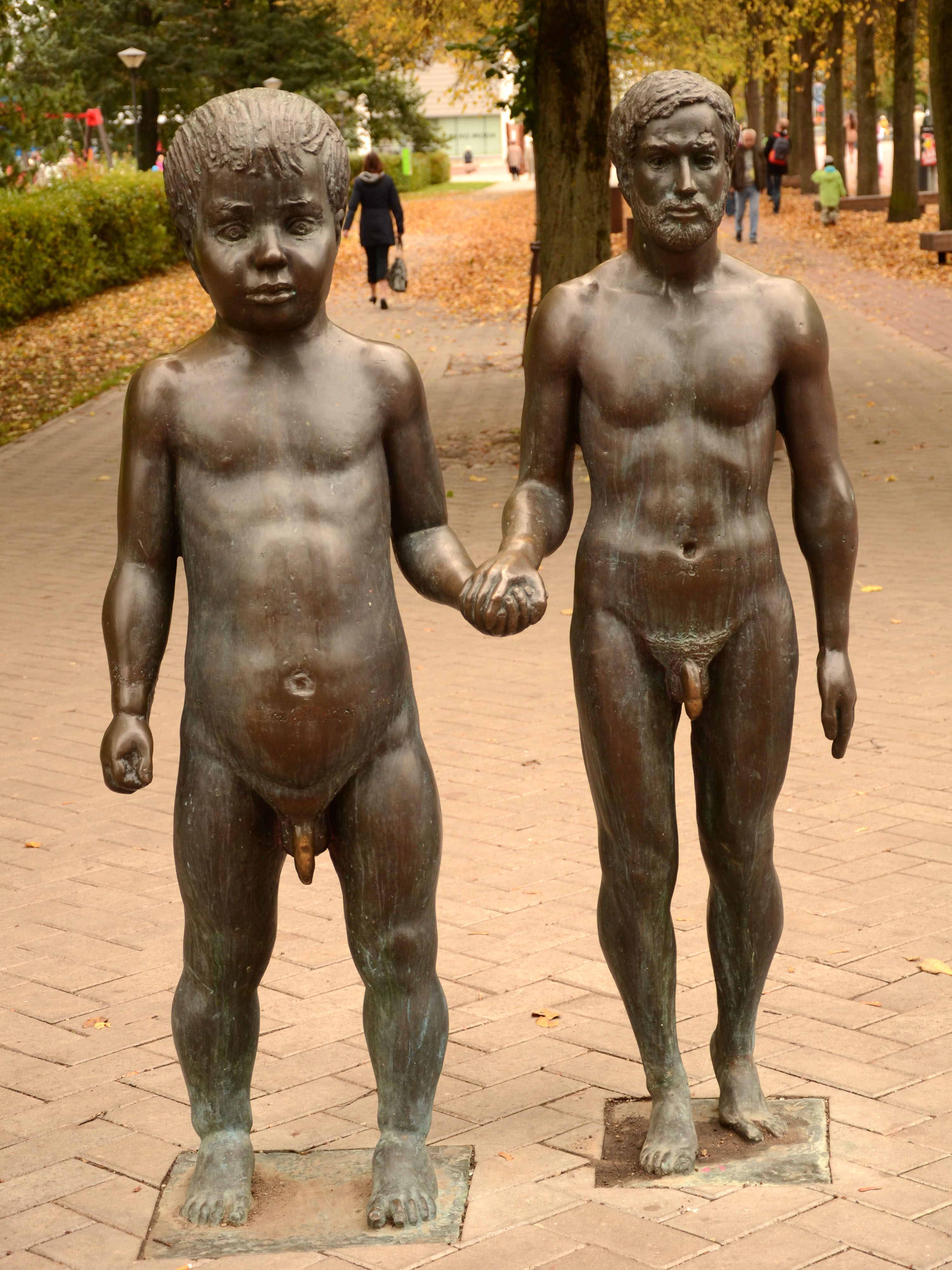
«Padre e hijo», de Ülo Õun.
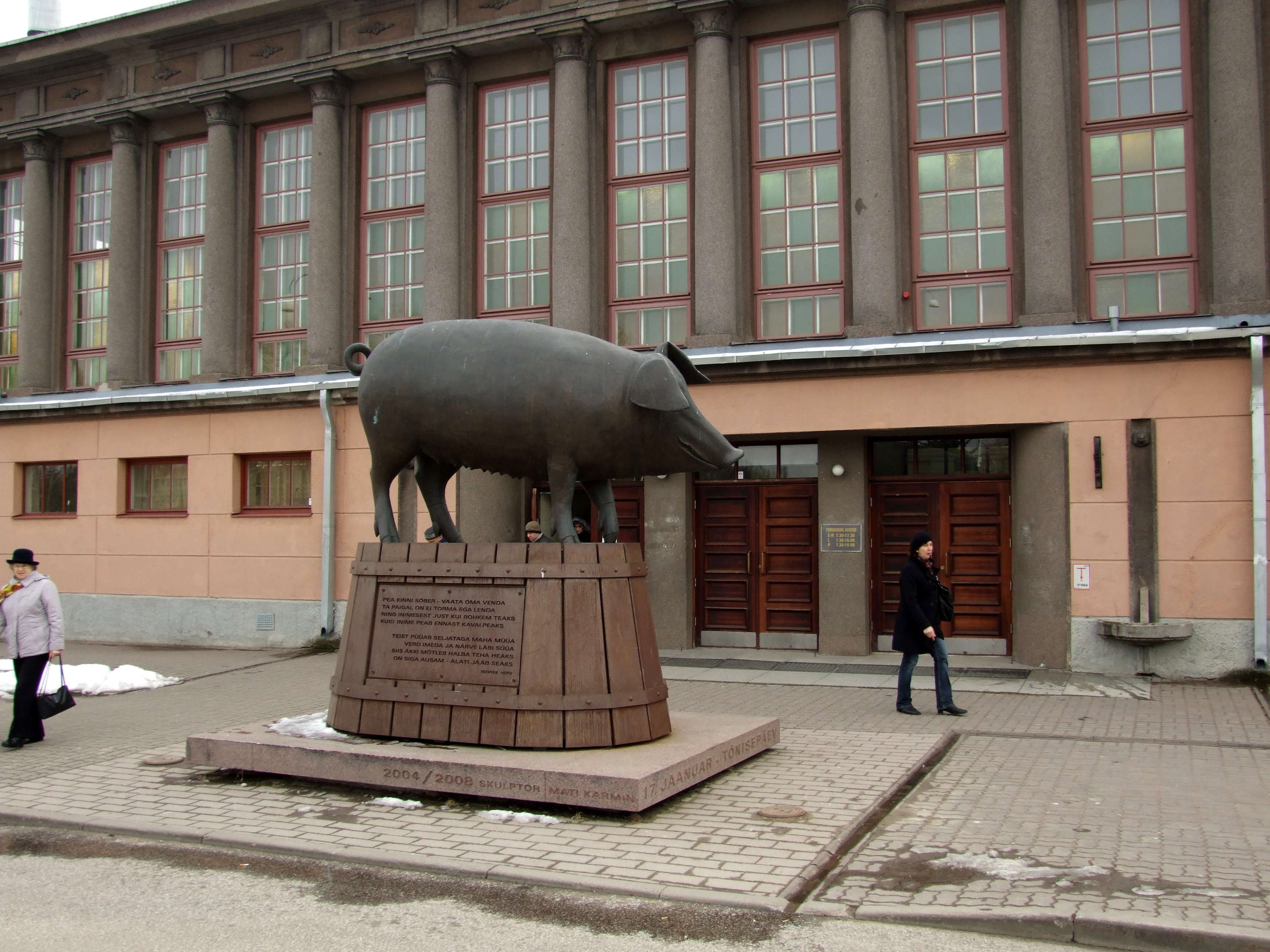
«Cerdo de bronce», de Mati Karmin.

### Deportes
El club con mayor renombre es el BC Tartu, varias veces campeón de la liga nacional de baloncesto. La entidad está auspiciada por la universidad de Tartu, que a través de su academia deportiva (Tartu Ülikooli Akadeemiline Spordiklubi) gestiona secciones amateur en numerosas disciplinas. En cuanto al fútbol, el equipo representativo es el Tartu JK Tammeka.
Los deportistas más famosos de la ciudad son el remero Jüri Jaanson, medallista olímpico en los JJ. OO. de Atenas 2004 y Pekín 2008; la esquiadora Kristina Šmigun-Vähi, doble medalla de oro en Turín 2006, y el baloncestista Tiit Sokk, medalla de oro en Seúl 1988 con la selección de baloncesto de la Unión Soviética.
Tartu ha destacado además por albergar pruebas de ciclismo. Desde 2001 se organizaban dos pruebas nacionales: el Gran Premio Tallin-Tartu y el Gran Premio Tartu, ambas fusionadas en 2013 en el actual Tour de Estonia. Son tartuenses los ciclistas Lauri Aus, Jaan Kirsipuu, Alo Jakin, Grete Treier y Rein Taaramäe.

## Transporte
La movilidad urbana de Tartu depende en gran medida del vehículo privado. La red de autobuses urbanos representa la única forma de transporte público, con un total de 27 líneas que conectan todos los barrios.
En lo que respecta a la red vial, la ciudad está dividida en zonas de aparcamiento con preferencia para residentes. Hay dos carreteras europeas de Clase B que atraviesan la ciudad: la ruta E 263, de Tallin a Luhamaa, y la E 264, desde Jöhvi hasta Valmiera (Letonia). Para reducir el peso de los coches, el ayuntamiento ha peatonalizado parte del centro y está desarrollando un sistema de ciclovías.
En cuanto al transporte ferroviario, la estación de Tartu fue inaugurada el 21 de agosto de 1876. La empresa estatal Elron gestiona cuatro líneas con los siguientes destinos: Tartu (con trasbordo en Tapa), Valga, Koidula y Jõgeva.
El río Emajõgi es el único de Estonia que permanece abierto a la navegación.

### Transporte aéreo
El aeropuerto de Tartu (IATA: TAY) es el aeródromo que cubre al sur de Estonia. A pesar de su nombre, está ubicado realmente en el municipio de Ülenurme, a 9 km de distancia. Su actividad se reduce a vuelos de corto alcance a Helsinki (Finlandia), operados por Nordic Regional Airlines, y algún vuelo chárter. En las proximidades se encuentra la Academia de Aviación de Estonia. La mayoría de turistas acceden a Tartu a través del aeropuerto de Tallin, a dos horas de distancia en autobús.
Entre 1940 y 1993 permanecería abierto el aeródromo de Raadi, una base militar de la Fuerza Aérea Soviética. Tras su cierre, se construyó sobre ese terreno el actual edificio del Museo Nacional.

## Ciudades hermanadas
Tartu participa activamente en la iniciativa de hermanamiento de ciudades, con especial atención a los acuerdos de ámbito nórdico. La siguiente lista sigue un orden alfabético:
- Bærum, Noruega.
- Deventer, Países Bajos.
- Ferrara, Italia.
- Frederiksberg, Dinamarca.
- Hafnarfjörður, Islandia.
- Hämeenlinna, Finlandia.
- Kaunas, Lituania.
- Luneburgo, Alemania.
- Pskov, Rusia.
- Riga, Letonia.
- Salisbury, Reino Unido.
- Tampere, Finlandia.
- Turku, Finlandia.
- Uppsala, Suecia.
- Veszprém, Hungría.
- Zutphen, Países Bajos.